# Wilhelm Klastersky
Wilhelm Klastersky, bis 3. April 1919 mit dem Adelsprädikat Edler von Festenstamm (* 6. Juli 1880 in Wien; † 24. Dezember 1961 ebenda), war Jurist und Kabinettsdirektor der Präsidentschaftskanzlei des Bundespräsidenten der Republik Österreich.

## Leben
Klastersky besuchte das Theresianum in Wien und studierte danach Rechtswissenschaften an der Universität Wien, wo er 1903 zum Dr. jur. promoviert wurde. Anschließend trat Klastersky in den Staatsdienst ein. Von 1904 bis 1909 war er an der Bezirkshauptmannschaft Baden bei Wien tätig.  1909 bis 1918 wirkte er im  k.k. Handelsministerium.
1919 wurde er als Ministerialrat von Karl Seitz, dem Vorsitzenden der Nationalversammlung, der vor dem Inkrafttreten des Bundes-Verfassungsgesetzes am 10. November 1920 die Funktionen des Staatsoberhauptes ausübte, mit dem Aufbau der Präsidentschaftskanzlei der Republik betraut. (Die Bundespräsidenten der Ersten Republik hatten ihren Amtssitz im Bundeskanzleramt.) Unter den Bundespräsidenten Michael Hainisch (1920–1928) und Wilhelm Miklas (1928–1938) war er stellvertretender Vorstand der Kanzlei; 1934 wurde er zum Kabinettsdirektor befördert. Klastersky erwies sich auch in der verfassungswidrigen Situation des „Ständestaats“ ab 1934 als loyaler Mitarbeiter Miklas'. Nach seiner Tätigkeit in der Präsidentschaftskanzlei war er 1936–1938 Vorsitzender des Kuratoriums des Dorotheums.
Nach dem „Anschluss“ vom 13. März 1938 wurde Klastersky von den Nationalsozialisten als Anhänger des Ständestaates in „Schutzhaft“ genommen. 1939 wieder entlassen, war er bis 1945 Mitarbeiter des Erzbischöflichen Ordinariates von Kardinal Theodor Innitzer.
Nach Kriegsende wurde Klastersky 1945 als Beamter reaktiviert und fungierte bis zu seiner Pensionierung als 73-Jähriger, 1953, wiederum als Kabinettsdirektor der Bundespräsidenten Karl Renner (1945–1950) und Theodor Körner (1951–1957); beide waren bei Amtsantritt über 70. Auch diesen beiden sozialdemokratischen Spitzenpolitikern diente er loyal und unauffällig. Sein Büro befand sich ab Oktober 1946 im Leopoldinischen Trakt der Hofburg, da Renner entschieden hatte, den Amtssitz des Bundespräsidenten dorthin zu verlegen.
Neben seiner beruflichen Tätigkeit wirkte Klastersky ab 1920 im Verein für Geschichte der Stadt Wien (Vorstandsmitglied, 1951–1961 Präsident). Außerdem war er 1954 / 1955 Präsident des Notrings der wissenschaftlichen Verbände Österreichs und Vizepräsident der Wiener Bibliophilengesellschaft.
Zu seinen zahlreichen Auszeichnungen zählen das Große Silberne Ehrenzeichen der Republik Österreich und sein Offiziersrang des französischen Ordens der Ehrenlegion.
1971 wurde die Klasterskygasse in Wien-Favoriten nach ihm benannt.

## Kritik
1951 wurde der junge Diplomat Bruno Kreisky auf Veranlassung von SPÖ-Vizekanzler Schärf, später selbst Bundespräsident, Körner als Kabinettsvizedirektor und als für die politische Seite der Amtsführung Zuständiger zugeteilt. Er erinnerte sich Jahrzehnte später, der Baron Klastersky habe um den Bundespräsidenten ein fast habsburgisches Zeremoniell entwickelt. … Renner und Körner haben objektiv davon profitiert, denn ihrem Ansehen diente es.
Schärf sah Klasterskys Tätigkeit kritischer. In einer politischen Studie, „Der Bundespräsident“, die er 1947  Renner und später Körner zu lesen gab, wandte er sich gegen die übergroße Betonung des Zeremoniells und gegen den Geist der „unpolitischen“ Präsidentschaftskanzlei, die noch vielfach in den Gedankengängen aus der Zeit Hainischs und Miklas lebe. Es gebe in der Dienststelle keinen betont sozialistisch gesinnten Beamten. Die einzigartige Verlängerung der gesetzlichen Dienstzeit für den Leiter der Kanzlei um fünf Jahre schaffe ein Beispiel für alle pensionsreifen Sektionschefs.
Schärf vertrat die Meinung, es wäre besser gewesen, 1945 nicht an die Vorkriegszeit anzuknüpfen, denn Miklas' Kanzlei sei von der Mitverantwortung für Miklas' schwache Amtsführung nicht frei. Das wirklichkeitsfremde Zeremoniell behindere den Bundespräsidenten in seinen verfassungsmäßigen Aufgaben.

## Ehrungen
- 1924: Komtur mit Stern des Päpstlichen Ritterordens des heiligen Gregors des Großen[4]